# メカニック (1972年の映画)
『メカニック』（原題：The Mechanic）は、1972年のチャールズ・ブロンソン主演によるアメリカのアクション映画。2011年には、ジェイソン・ステイサム主演による同タイトルのリメイク版も制作されている。

## あらすじ
アーサー・ビショップは殺し屋である。といっても怒りにまかせたり、享楽のためにそれを行ったりするのではない。あくまでも仕事として「組織」からの依頼を請け負い、ターゲットを速やかに暗殺する。まさに「メカニック」と呼ばれるにふさわしいプロフェッショナルな殺し屋だった。その手口も巧妙で、相手の家族構成や健康状態、そして生活習慣などを研究し、それぞれにとって最も不自然でない形で、事故や病死に見せかけて殺していく。事件とすら認知されないので警察に目をつけられることもない。
その暮らしぶりは一見すると優雅にも見えた。ロサンゼルス郊外の大豪邸に住み、年代物のワインを嗜みながらクラシックレコードに耳を傾け、まれに高級コールガールと一夜を楽しむ。しかし、孤独そのものでもあった。身寄りは一切なく、屋敷に住まわす使用人の姿もない。そんなたった一人だけの世界の中で、日々身体を鍛え、体術を学び、仕事に必要なスキルに磨きをかける。
あるとき、ビショップがいつものように「組織」からの依頼書に目を通すと、そこには知った顔写真が入っていた。亡き父の友人で自分も少なからず世話にはなってきたハリー・マッケンナである。ハリーも「組織」の一員であるが、何らかの不始末をしでかしたことは、本人からも相談されていた。しかし依頼は絶対であり、ビショップもその命を奪った。
ハリーの葬儀で家を訪ねたビショップは、息子のスティーヴに目を止める。独り親の父を失い、しかも明確な目的を持たずに無為な生活を送るスティーヴを見た彼は、自分の素性を明かし、仕事を手伝わないかと持ちかける。彼がそんなことをしたのは、自分の父親を思い出したこともあった。ビショップの父もまた同じ「組織」に身を置き、非常に力を持つ人間だったが殺し屋の手にかかって命を落とした。スティーヴの境遇も父を失った年頃もよく似ている。
多くを語らない二人ではあるが、組織から次々と依頼される暗殺をこなす中で徐々に絆を強め、スティーヴも殺し屋としての哲学を学び、スキルを身に付けていく。その頃、ビショップは「組織」からの呼び出しを受け、至急イタリア・ナポリでの暗殺を実行するよう依頼される。

## キャスト
| 役名                   | 俳優                           | 日本語吹替                         |
| 役名                   | 俳優                           | TBS版                              |
| ---------------------- | ------------------------------ | ---------------------------------- |
| アーサー・ビショップ   | チャールズ・ブロンソン         | 森山周一郎                         |
| スティーヴ・マッケンナ | ジャン＝マイケル・ヴィンセント | 柴田侊彦                           |
| ハリー・マッケンナ     | キーナン・ウィン               | 宮川洋一                           |
| コールガール           | ジル・アイアランド             | 沢田敏子                           |
| 組織のボス             | フランク・デ・コヴァ           | 大木民夫                           |
| ルイーズ               | リンダ・リッジウェイ           |                                    |
| 不明 その他            |                                | 松岡文雄 尾崎桂子 叶年央           |
|                        |                                |                                    |
| 演出                   | 演出                           | 加藤敏                             |
| 翻訳                   | 翻訳                           | 佐藤一公                           |
| 効果                   |                                |                                    |
| 調整                   |                                |                                    |
| 制作                   | 制作                           | 東北新社                           |
| 解説                   | 解説                           | 荻昌弘                             |
| 初回放送               | 初回放送                       | 1977年4月18日 『月曜ロードショー』 |

※日本語吹替はハピネットから2021年6月2日に発売の「吹替シネマ2021 ２Kレストア版BD」に収録

## 日本語字幕
- 高瀬鎮夫（劇場公開版）[1]、新村一成（VHS、DVD版）